# Мусорная ДНК
Некодирующая ДНК, или Мусорная ДНК (англ. Non-coding DNA англ. junk DNA) — части геномной ДНК организмов, которые не кодируют последовательности белков. Некоторые некодирующие ДНК переводятся в функциональные некодирующие РНК-молекулы. Другие функции некодирующей ДНК включают регуляцию последовательностей, кодирующих белки, центромер и теломер.
Единой концепции эволюционной роли и возникновения «мусорной» ДНК пока нет, однако существует мнение о том, что некодирующая ДНК эукариот представляет собой остатки некодирующих последовательностей ДНК, возникших при становлении жизни. Прокариоты были вынуждены сократить размер своих геномов для того, чтобы уменьшить количество ДНК, в которой могут происходить мутации, в то время как эукариоты «пошли по пути» диплоидности и регулярного полового процесса.

## История термина
Термин «мусорная ДНК» стал популярным в 1960-х. В соответствии с en:T. Ryan Gregory, геномным биологом, первое явное обсуждение природы «мусорной» ДНК было сделано David Comings в 1972 году и он применил этот термин ко всем некодирующим ДНК. Термин был формализован Сусуму Оно в 1972 году, который заметил, что генетический груз нейтральных мутаций находится на верхнем пределе значений для функционирующих локусов, которые могли быть ожидаемыми исходя из типичной частоты мутаций. Сусуму предсказал, что геномы млекопитающих не могут содержать более чем 30 000 локусов из-за давления естественного отбора, так как «стоимость» мутационной нагрузки вызвала бы неизбежное снижение приспособленности, и в конечном счете вымирание. Этот прогноз остается верным, геном человека содержит приблизительно 20 000 генов. Другим подтверждением теории Оно служит наблюдение, что даже близкородственные виды могут иметь очень разные (отличающиеся на порядок) по размеру геномы, которое окрестили C-парадокс (избыточность генома) в 1971 году.
Хотя плодотворность термина «мусорная ДНК» была поставлена под сомнение на том основании, что он вызывает, априори, предположение о полном отсутствии функций, и хотя рекомендовано использовать более нейтральный термин, такой как «некодирующая ДНК»; термин «мусорная ДНК» остается наименованием для той части геномной последовательности, для которой не обнаружено значимой биологической функции и в которой при сравнительном анализе последовательности не выявляются консервативные элементы служащие признаком того, что она может обеспечивать адаптивное преимущество. В конце 70-х стало очевидным, что большая часть некодирующей ДНК в больших геномах берут свое начало от размножающихся эгоистичных подвижных элементов, которые W. Ford Doolittle и Carmen Sapienza в 1980 описали в журнале Nature: «Показано, что если данная ДНК или класс ДНК, с недоказанным фенотипическим проявлением выработала стратегию (такую как транспозиция), которая обеспечивает её выживание в геноме, то никакое другое объяснение её существования не требуется.» Можно ожидать, что количество мусорной ДНК будет зависеть от скорости амплификации этих элементов и скорости потери нефункциональной ДНК. В том же номере Nature, Орджел, Лесли Илизер и Крик, Фрэнсис написали, что мусорная ДНК имеет «небольшую специфичность и мало или вовсе не обладает селективным преимуществом для организма». Этот термин встречается, в основном, в научно-популярной литературе и в разговорном стиле в научных публикациях, и было высказано предположение, что его коннотации могут сдерживать интерес к установлению биологических функций некодирующей ДНК.
Несколько линий доказательств показывают, что некоторые последовательности «мусорной ДНК», скорее всего, должны иметь неизвестную нам функциональную активность и что процесс экзаптации фрагментов первоначально эгоистичной или нефункциональной ДНК было обычным явлением на протяжении всей эволюции. В 2012, проект ENCODE, являющийся исследовательской программой, поддерживаемой en:National Human Genome Research Institute, сообщил, что 76 % некодирующей ДНК генома человека подвержено транскрипции и что около половины генома каким-то образом связывает регуляторные белки, такие как факторы транскрипции.
Ранее считалось, что около 95 % последовательностей ДНК генома человека можно отнести к мусорной ДНК. Такие последовательности включают в себя последовательности интронов и участки ДНК между генами, а также повторенные участки. Однако в 2012 году в публикациях проекта «Энциклопедия элементов ДНК» (ENCODE) было показано, что доля мусорной ДНК сильно завышена, и до 80 % генома имеет биохимические функции.
Хотя, сообщение ENCODE о том, что свыше 80 % генома человека биохимически функционально, подвергнуто критике другими учеными, которые утверждают, что ни доступность последовательностей генома для факторов транскрипции, ни их транскрипция не гарантирует, что эти последовательности имеют биохимическую функцию и что их транскрипция дает селективное преимущество. Более того, значительно более низкие оценки функциональности до ENCODE были основаны на оценках консервативности генома млекопитающих.
В ответ на такую точку зрения, другие исследователи утверждают, что широко распространённые транскрипция и сплайсинг, которые наблюдаются в геноме человека непосредственно при биохимических анализах, являются более точными показателями генетической функции, чем консервативность генома, потому что оценка консервативности относительна из-за невероятных различий в размерах генома даже среди близкородственных видов. Оценка консервативности может быть использована для облегчения поиска функциональных элементов генома, но не для отсева или сохранения при оценке общего количества функциональных элементов которые могли бы находиться в геноме, поскольку элементы которые что-то делают на молекулярном уровне могут быть пропущены методами сравнительной геномики. Более того, большая часть известной мусорной ДНК участвует в эпигенетической регуляции, по-видимому, необходима для развития сложных организмов.
В статье 2014 года, ENCODE исследователи попытались ответить на «вопрос о том, действительно ли неконсервативные, но биохимически активные области действительно функциональны». Они заметили, что в литературе, функциональные части генома были определены по-разному в предыдущих исследованиях в зависимости от используемых подходов. Существует три общих подхода, используемых для идентификации функциональных частей генома человека: генетические методы (основанные на изменении фенотипа), эволюционные подходы (основанные на консервативности) и биохимические методы (основанные на биохимических исследованиях и использующиеся ENCODE). Все три метода имеют свои ограничения: генетические методы могут терять функциональные элементы которые физически не проявляются в организме, эволюционные подходы испытывают трудности с использованием точных множественных выравниваний последовательностей, поскольку геномы, даже близко родственных видов значительно отличаются, а биохимические исследования, хотя и обладают высокой воспроизводимостью, но биохимический сигнал не всегда автоматически означает функциональность.
Они заметили, что 70 % транскрибирующихся последовательностей имело менее 1 транскрипта на клетку. Они отметили что это «является сложной задачей выбора между тем, чем является воспроизводимый, но низкий уровень биохимического сигнала, присущей большей доли генома с малой эволюционной консервативностью, специфической функцией или биологическим шумом». Кроме того, разрешающая способность анализа часто намного больше, чем лежащие в его основе функциональные составляющие поэтому некоторые из воспроизводимых «биохимически активных но селективно нейтральных» последовательностей вряд ли выполняют значимые функции, особенно те, у которых низкий уровень биохимического сигнала. К этому они добавили, «Однако мы также признаем существенные ограничения в нашем текущем определении границ, учитывая, что некоторые специфические для человека функции являются важными, но не консервативными и что регионы, имеющие отношение к заболеваниям не обязательно должны быть выборочно отсеяны, чтобы быть функциональными.» С другой стороны, они утверждали что 12-15 % часть функционально ограниченной ДНК человека, по оценке различных экстраполяционных эволюционных методов, все ещё может быть недооцененной. Они пришли к выводу, что в отличие от эволюционных и генетических данных биохимические данные дают представление как о молекулярной функции, которую обслуживают лежащие в основе элементы ДНК, так как и типы клеток, в которых они действуют. В конечном счете генетические, эволюционные и биохимические подходы могут быть использованы как дополняющие друг друга для выявления областей, которые могут функционировать в биологии и болезнях человека.
Некоторые критики утверждают, что функциональность может быть оценена только в отношении соответствующей нулевой гипотезы. В этом случае, нулевая гипотеза будет заключаться в том, что эти части генома нефункциональны и обладают свойствами, будь то на основе их консервативности или биохимической активности, которые ожидались бы от них на основе нашего общего понимания молекулярной эволюции и биохимии. Согласно этим критикам, до тех пор, пока не будет показано, что область, о которой идет речь, имеет дополнительные функции, помимо ожидаемой при нулевой гипотезе, её условно следует обозначать как нефункциональную.

## Некодирующая ДНК
Существует также альтернативное название «мусорная» ДНК. Однако оно не совсем верно, так как в «некодирующей» ДНК присутствуют транспозоны, кодирующие белки, функция которых пока не установлена, а также некоторые регуляторные элементы.
По одной из версий, некодирующая белок ДНК, по крайней мере частично, используется при производстве различных видов РНК, а именно тРНК, рРНК, микроРНК, малые ядерные РНК, малые ядрышковые РНК. 
В геномике и родственных дисциплинах, последовательности некодирующей ДНК — это часть ДНК организмов, которая не кодирует последовательности белков. Некоторые последовательности некодирующей ДНК транскрибируются в функциональные молекулы некодирующей РНК (например, тРНК, рРНК, и регуляторные РНК). Другие функции некодирующей ДНК включают транскрипционную и трансляционную регуляцию белок-кодирующих последовательностей, SAR-последовательности, точки начала репликации, центромеры и теломеры.
Количество некодирующей ДНК значительно меняется от вида к виду. Там где только маленький процент генома отвечает за кодирование белков, процент геномной ДНК, выполняющей регуляторные функции растет. Если в геноме много некодирующей ДНК, бо́льшая часть судя по всему не несет никакой биологической функции для организма, как теоретически предсказано в 1960-х. С того времени, это нефункционирующая часть часто упоминается как «мусорная ДНК», термин, который вызывал бурную реакцию в течение многих лет.
В ходе международного проекта (ENCODE) обнаружено, путем прямых биохимических исследований, что по крайней мере 80 % геномной ДНК человека имеет биохимическую активность. Хотя это не является полной неожиданностью, так как в течение предыдущих десятилетий исследований было открыто много функциональных некодирующих регионов, некоторые исследователи подвергают критике вывод о связи биохимической активности с биологической функцией.
По оценке основанной на методах сравнительной геномики доля биологически значимой части нашего генома находится в диапазоне между 8 и 15 %. Однако, другие имеют аргументы против того, чтобы полагаться исключительно на оценки сравнительной геномики в связи с её ограниченными возможностями, так как было показано, что некодирующая ДНК участвует в эпигенетических процессах и в комплексе сложных взаимосвязанных генетических взаимодействий.

## Доля некодирующей геномной ДНК
Количество общей геномной ДНК широко меняется от организма к организму, и доля кодирующей и некодирующей ДНК внутри этих геномов также изменчива в широких пределах. Например, первоначально предполагалось, что свыше 98 % человеческого генома не кодирует последовательностей белков, включая большинство последовательностей внутри интронов и межгенных последовательностей, в то время как, для геномов прокариот типично, что некодирующим является только 20 % генома.
В то время как размер генома, и увеличение количества некодирующей ДНК, коррелирует со сложностью организма, существует множество исключений. Например, геном одноклеточного Polychaos dubium (также известная как Amoeba dubia) содержит более чем в 200 раз больше ДНК, чем у человека. Геном Иглобрюхой рыбы фугу Takifugu rubripes составляет лишь около одной восьмой от размера генома человека, при этом, кажется, с таким же числом генов; приблизительно 90 % генома Takifugu rubripes является некодирующей ДНК. Широкая изменчивость размера ядерного генома среди эукариотических видов известна как C-парадокс (избыточность генома). Большинство различий в размере геномов по-видимому обусловлены некодирующей ДНК.
Исследования растений показали ключевую функцию части некодирующей ДНК, которая ранее считалась незначительной и добавили новый пласт знаний для понимания регуляции генов.

## Виды последовательностей некодирующей ДНК

### Некодирующая функциональная РНК
Некодирующие РНК — это функциональные молекулы РНК которые не транслируются в белки. Примеры некодирующих РНК включают рРНК, тРНК, piРНК и микроРНК.
МикроРНК, предположительно, контролируют трансляционную активность приблизительно 30 % всех белок-кодирующих генов в млекопитающих и могут быть жизненно важными составляющими при развитии или лечении различных заболеваний, включая рак, сердечно-сосудистые заболевания, и иммунного ответа на инфекцию.

### Цис- иТранс-регуляторные элементы
Цис-регуляторные элементы — это последовательности контролирующие транскрипцию близлежащего гена. Цис-элементы могут быть расположены в 5' или 3' нетранслируемой области или внутри интронов. Транс-регуляторные элементы контролируют транскрипцию генов на дальних расстояниях.
Промоторы способствуют транскрипции конкретного гена и обычно располагаются вверху по направлению кодирующего региона. Последовательности энхансеров могут также влиять на уровень транскрипции гена на очень больших расстояниях.

### Интроны
Интроны — это некодирующие участки гена, транскрибируемые в последовательности предшественников мРНК (пре-мРНК), но полностью удаляемые при сплайсинге в течение процесса созревания матричной РНК. Много интронов представляют собой мобильные генетические элементы.
Исследования интронов I типа из простейшего Tetrahymena показывают что некоторые интроны являются эгоистичными мобильными элементами, нейтральными по отношению к хозяину, потому что они могут вырезать сами себя из окружающих их экзонов в течение посттранскрипционной модификации РНК и не влияют на соотношение уровня экспрессии между аллелей с интронами или без них. Некоторые интроны, как представляется, выполняют сходные биологические функции, возможно, через функционирование их как рибозимов, которые могут регулировать активность тРНК и рРНК, а также экспрессию белок-кодирующих генов, очевидно в тех организмах, которые стали зависимыми от таких интронов после долгого периода времени; например, trnL-интрон, найденный во всех растениях, по-видимому, был вертикально наследуемым несколько миллиардов лет, включая более чем миллиард лет внутри хлоропластов и дополнительно 2-3 миллиарда лет, перед этим, в предках хлоропластов в цианобактериях.

### Псевдогены
Псевдогены — это последовательности ДНК, сходные с обычными генами, которые утратили их способность кодировать белок или больше не экспрессирующиеся в клетке. Псевдогены возникают при ретротранспозиции или дупликации функциональных генов, и становятся неработающими «ископаемыми генами» вследствие мутаций препятствующих транскрипции гена, а также мутаций внутри региона промотора, или полностью меняющих трансляцию гена, такие как возникновение стоп-кодона или сдвиг рамки считывания. Псевдогены получившиеся в результате ретротранспозиции промежуточных РНК известны как процессированные псевдогены; псевдогены получающиеся из остатков дуплицированных генов или инактивированных генов называются непроцессированые псевдогены.
В то время как закон необратимости эволюции говорит о том, что потеря функции псевдогенами должна быть постоянна, молчащие гены могут на самом деле сохранять функцию на протяжении нескольких миллионов лет и могут «реактивироваться» восстановив белок-кодирующую последовательность и значительное число бывших псевдогенов активно транскрибируется. Так как псевдогены могут меняться, как предполагается, без эволюционных ограничений, они могут служить рабочей моделью типичных и частых различных спонтанных генетических мутаций.

### Повторы, транспозоны и вирусные элементы
Транспозоны и ретротранспозоны — мобильные генетические элементы. Ретротранспозонные повторяющиеся последовательности, включают длинные диспергированные повторы (LINEs) и короткие диспергированные повторы (SINEs), составляют большую часть геномной последовательности во многих видах. Alu-повторы, классифицируемые как короткие диспергированные повторы, наиболее распространенные подвижный элемент в геноме человека. Найдены некоторые примеры того, что SINEs оказывают влияние на транскрипционный контроль некоторых белок-кодирующих генов.
Последовательности эндогенных ретровирусов являются продуктами обратной транскрипции геномов ретровирусов и их встройке в геном клеток зародышевой линии. Мутации внутри этих обратно-транскрибируемых последовательностей могут инактивировать геном вируса.
Более 8 % человеческого генома ведет свое начало от (в основном уже распавшихся) последовательностей эндогенных ретровирусов, из них свыше 42 % узнаваемо произошли от ретротранспозонов, в то время как другие 3 % могут быть идентифицированы как остатки ДНК транспозоны. Большую часть из оставшейся половины генома которая не имеет на данный момент ясного происхождения, как предполагается, ведет свое происхождение от подвижных элементов, бывших активными очень много лет назад (> 200 миллионов лет) но случайные мутации сделали их неузнаваемыми. Различия в размере генома по крайней мере двух видах растений в основном результат различия в содержании в них последовательностей ретротранспозонов.

### Теломеры
Теломеры — это области повторяющейся ДНК на концах хромосом, которые обеспечивают их защиту от укорачивания в течение репликации ДНК.

## Значение некодирующей ДНК
Существует мнение, что наличие большого количества некодирующей ДНК стабилизировало геном в плане мутаций (снизилась частота «попадания» мутации на действующий ген). Это явилось условием для возникновения многоклеточных организмов.
Многие некодирующие последовательности ДНК имеют важные биологические функции, о чём свидетельствуют исследования сравнительной геномики (англ. comparative genomics) в которых сообщается о некоторых регионах некодирующей ДНК, которые высококонсервативны (англ. Conserved non-coding sequence), иногда в масштабе времени, составляющем сотни миллионов лет, что подразумевает, что эти некодирующие области находятся под сильным эволюционным давлением и позитивным отбором. Например, в геномах человека и мыши, которые разошлись от общего предка 65-75 миллионов лет назад, белок-кодирующие последовательности ДНК составляют лишь около 20 % консервативной ДНК, а оставшиеся 80 % консервативной ДНК представлены в некодирующих областях. Сцепленное наследование часто выявляет области хромосом, связанные с заболеванием, не имеющих признаков функциональных вариантов кодирующих генов внутри региона, что указывает на то, что варианты последовательностей, вызывающие заболевание, лежат в некодирующей ДНК. Значимость мутаций в некодирующей ДНК изучалась в апреле 2013 года.
Также показано, что генетический полиморфизм некодирующих последовательностей играет роль в восприимчивости к инфекционным болезням, таких как гепатит C. Кроме того, показано, что генетический полиморфизм некодирующих последовательностей способствует восприимчивости к саркоме Юинга — высокоагрессивному детскому костному раку.
Некоторые специфические последовательности некодирующей ДНК могут быть особенно важными для поддержания структуры хромосом, функционирования центромеры и узнавания гомологичных хромосом в мейозе.
Согласно сравнительному исследованию более 300 геномов прокариот и свыше 30 эукариот, эукариоты, по-видимому нуждаются хотя бы в минимальном количестве некодирующей ДНК. Этот минимум может быть предсказан при использовании модели роста для регуляторных генетических сетей, подразумевая, что она необходима для целей регуляции. У людей предсказанный минимум составляет около 5 % от общего генома.
Имеются данные о том, что значительная доля (более 10 %) из 32 геномов млекопитающих может функционировать при помощи образования специфических вторичных структур РНК. В исследовании использовались методы сравнительной геномики для идентификации компенсаторных мутаций ДНК, которые сохраняют образование двойных участков РНК, отличительную черту молекул РНК. Свыше 80 % областей генома представляющих эволюционные свидетельства сохранения структуры РНК не обеспечивают надежную сохранность структуры ДНК.

### Защита генома
Некодирующая ДНК отделяет длинными промежутками гены друг от друга, так что мутация в одном гене или в участке хромосомы, например, делеция или вставка, не приводит «мутации сдвига рамки считывания» на всём протяжении хромосомы.
Когда сложность генома является относительно высокой, подобно геному человека, не только отдельные гены, но также и отдельные части гена разделены некодирующими участками - интронами, защищающими всю кодирующую последовательность гена, минимизируя изменения, вызванные мутацией.
Было высказано предположение, что некодирующая ДНК может снижать вероятность повреждения гена в течение кроссинговера хромосом.

### Генетические переключатели
Некоторые последовательности некодирующей ДНК выступают в качестве генетических «переключателей» которые определяют где и когда будут экспрессироваться гены . Например, молекула длинной некодирующей РНК (en:lncRNA), как было показано, помогает в предотвращении развития рака груди, предотвращая «залипание» генетического переключателя.

### Регуляция экспрессии генов
Некоторые некодирующие ДНК последовательности определяют уровень экспрессии различных генов.

### Сайты связывания транскрипционных факторов
Некоторые некодирующие последовательности ДНК определяющие место связывания факторов транскрипции. Факторы транскрипции — это белки, которые связываются со специфическими некодирующими последовательностями ДНК, тем самым управляя переносом (или транскрипцией) генетической информации от ДНК к мРНК. Факторы транскрипции действуют в совершенно разных местах генома у разных людей.

#### Операторы
Оператор — это участок ДНК с которым связываются Репрессоры. Репрессоры — это ДНК-связывающие белки, которые регулируют экспрессию одного или более генов путём связывания с оператором и блокированием прикрепления РНК-полимеразы к промотору, таким образом препятствуя транскрипции генов. Такое блокирование экспрессии гена называется репрессией.

#### Энхансеры
Энхансер — это участок ДНК, который может связываться с белками (транс-действующими факторами), обычно с набором транскрипционных факторов, увеличивая уровень транскрипции генов в генном кластере.

#### Сайленсеры
Сайленсер — это участок ДНК, который инактивирует экспрессию гена, когда с ним связываются регуляторные белки. Его функция очень схожа с функцией энхансера, но с тем отличием, что он инактивирует ген.

#### Промоторы
Промотор — это участок ДНК, который обеспечивает транскрипцию конкретного гена. Промотор обычно располагается около гена, транскрипцию которого регулирует.

#### Инсуляторы
Генетический инсулятор — это разграничивающий элемент, который играет две отдельные роли в экспрессии гена, первая это блокирование влияния энхансера, но чаще всего это барьер в распространении процесса конденсации хроматина на соседние области. Инсулятор в последовательности ДНК сравним со знаком словоразделителя в лингвистике, таким как знак запятой (,) в предложении, потому что инсулятор показывает где границы последовательностей с активированным или репрессированным уровнем экспрессии.

## Использование некодирующей ДНК

### Некодирующая ДНК и эволюция
Общие последовательности явно некодирующей ДНК являются главным свидетельством происхождения от общего предка.
Последовательности псевдогенов, по всей видимости, накапливают мутации с большей скоростью, чем кодирующие последовательности, в связи с потерей селективного давления естественного отбора. Это позволяет создавать мутантные аллели, которые обладают новыми функциями и которые могут быть подхвачены естественным отбором; таким образом, псевдогены могут служить в качестве материала для эволюции и могут рассматриваться как «протогены».

### Дальная (длинномасштабная) корреляция
Показано статистически значимое отличие между последовательностями кодирующей и некодирующей ДНК. Замечено, что нуклеотиды в некодирующей ДНК последовательности ДНК показывают длинномасштабную степенную корреляцию в то время как кодирующие последовательности нет.

### Судебная медицина
Полиция иногда берут образцы ДНК в качестве вещественного доказательства для целей идентификации личности. Как описано в en:Maryland v. King, решении Верховного суда США 2013 г:

В настоящее время стандарт, для судебно-медицинской экспертизы при идентификации личности на основе ДНК, основан на анализе хромосом, расположенном в ядрах всех клеток человека. «Материал ДНК хромосом состоит из ‘кодирующих’ и ‘некодирующих’ участков. Кодирующие участки известны как гены и содержат информацию, необходимую клетке для производства белков. . . . Области не кодирующие белков . . . не связаны непосредственно с производством белков, [и] были отнесены к ‘мусорной’ ДНК.» Прилагательное «мусорная» может ввести в заблуждение обывателя, ибо на самом деле эта часть ДНК используется для практически абсолютно точной идентификации человека.